# Tom Henke
Thomas Anthony Henke (né le 21 décembre 1957 à Kansas City, Missouri, États-Unis) est un ancien lanceur de relève droitier au baseball.
Il évolue dans la Ligue majeure de baseball de 1982 à 1995 et hérite du surnom The Terminator pour ses performances comme stoppeur. En 14 ans de carrière, il réussit 311 sauvetages, menant la Ligue américaine avec 34 au cours de la saison 1987.
Présence intimidante, sur le monticule, du haut de ses 6 pieds et 5 pouces, reconnaissable à ses larges lunettes,, à monture de métal, Tom Henke fait surtout sa marque avec les Blue Jays de Toronto, pour qui il joue de 1985 à 1992, remportant la Série mondiale 1992 avec l'équipe.
Il détient le record de franchise des Blue Jays avec 217 sauvetages pour Toronto.
Il joue aussi pour les Rangers du Texas et les Cardinals de Saint-Louis. Avec ces derniers, il couronne sa carrière en 1995 avec une seconde invitation au match des étoiles et en recevant le prix du releveur de l'année dans la Ligue nationale.

## Carrière

### Débuts
Tom Henke joue au baseball pour les Rebels du East Central College à Union (Missouri) en 1978 et 1979. Il évolue ensuite pour les Bobcats de Texas State, l'équipe de l'université d'État du Texas et est repêché deux fois par des clubs du baseball majeur durant cette période : les Mariners de Seattle en juin 1979 et les Cubs de Chicago en janvier 1980. Toujours sans contrat professionnel, il s'inscrit dans un collège communautaire de Decatur dans le Mississippi, et signe avec les Rangers du Texas, qui le choisissent au repêchage amateur de juin 1980.
Henke fait ses débuts dans le baseball majeur avec les Rangers du Texas le 10 septembre 1982. Après 16 matchs des majeures disputés sur deux saisons, il accorde 20 points mérités en seulement 28 manches et un tiers lancées lors de 25 apparitions au monticule pour Texas en 1984.

### Blue Jays de Toronto
Henke passe des Rangers aux Blue Jays de Toronto le 24 janvier 1985, lorsqu'il est réclamé en guise de compensation pour la perte d'un joueur devenu agent libre. Le joueur en question est Cliff Johnson, un premier but ayant quitté Toronto pour signer chez les Rangers en décembre 1984, mais qui sera retourné aux Blue Jays dans un échange en août 1985 pour Matt Williams, (à ne pas confondre avec un homonyme plus connu), un lanceur qui ne joue que 10 matchs au total dans les Ligues majeures.
Après avoir été ainsi soutiré aux Rangers du Texas, Henke est d'abord assigné aux mineures. C'est lors de son passage chez les Chiefs de Syracuse, le club-école de niveau Triple-A des Blue Jays pour qui il maintient une moyenne de points mérités d'à peine 0,88 en 51 manches et un tiers lancées en 1985, que Henke hérite du surnom The Terminator, qui lui est donné par son coéquipier John Cerutti après avoir regardé le film du même nom. Rappelé en cours d'année, il fait ses débuts pour les Jays le 29 juillet 1985 et a un impact immédiat sur les performances de l'équipe, qui remporte pour la première fois de son histoire le titre de la division Est de la Ligue américaine. Avec une moyenne de points mérités de 2,03 en 40 manches lancées, Henke termine au 7e rang du vote de fin de saison désignant la recrue de l'année dans la Ligue américaine et reçoit même quelques votes pour le prix du joueur par excellence de la saison, terminant au 20e rang du scrutin. On lui confie dès son arrivée le rôle qui fera sa renommée, celui de stoppeur, et il réalise 13 sauvetages en août et septembre. Il est ensuite le lanceur gagnant de deux des trois matchs remportés par les Jays dans la Série de championnat 1985 de la Ligue américaine, ultimement enlevée par les Royals de Kansas City.
En 8 saisons à Toronto, de 1985 à 1992, Tom Henke réalise le record de franchise de 217 sauvetages. Il possède aussi le record des Jays pour le nombre de matchs terminés au monticule (386). Il ne compte jamais moins de 20 sauvetages par saison. En 1986, ses 27 éclipsent facilement le record de franchise en une saison, établi par son coéquipier Bill Caudill, qui en avait réussi 14 en 1985 avant que Henke ne lui ravisse le poste.
En 1987, Henke mène la Ligue américaine avec 34 victoires protégées, réalisant un nouveau record des Blue Jays pour les sauvetages en une saison. Il égale ce record en 1992 mais il est battu dès 1993 par les 45 de Duane Ward, qui succède à Henke dans le rôle de stoppeur après son départ de Toronto. La saison où Henke protège le moins de victoires (20) en 1989 est celle où il remet sa meilleure moyenne de points mérités : 1,92 en 89 manches lancées. Hormis celle-ci et une saison 1986 où elle grimpe à 3,35 en 91 manches et un tiers de travail, la moyenne de points mérités de Henke se situe entre 2,03 et 2,91 au cours de ses 6 autres années avec Toronto. Il représente les Blue Jays au match des étoiles en 1987, et termine cette saison-là au 13e rang du vote désignant le meilleur joueur de la Ligue américaine.
Henke participe à la conquête de la Série mondiale 1992 par les Blue Jays de Toronto. Il protège 3 des 4 victoires sur Oakland en Série de championnat 1992, puis deux autres en finale contre les Braves d'Atlanta.

### Rangers du Texas
Il devient agent libre après la conquête d'un premier titre par Toronto mais est déçu lorsque le club ne lui soumet pas d'offre satisfaisante pour la saison suivante, qui se terminera aussi par une victoire en Série mondiale. Alors que Toronto propose entre 3,5 et 4 millions de dollars pour une seule saison, les Rangers du Texas offrent à Henke un contrat, qu'il accepte en décembre 1992, de 9 millions pour deux ans.
À sa première saison de son second passage chez les Rangers, Henke réussit 40 sauvetages et bat le record d'équipe (dépassé plusieurs fois depuis) de 38 réalisé en 1989 par Jeff Russell pour Texas. Sa moyenne de points mérités de 2,91 gonfle à 3,79 en 1994, sa plus élevée depuis sa courte saison 1984 au Texas. Mais 1994 est aussi la saison où il lance le moins (38 manches) depuis 1985, la campagne étant arrêtée début août par la grève des joueurs.

### Cardinals de Saint-Louis
Le 12 décembre 1994, Tom Henke signe un contrat avec les Cardinals de Saint-Louis pour un dernier tour de piste dans les majeures. Celui-ci est fort réussi puisque le droitier de 37 ans offre sa plus basse moyenne de points mérités en carrière : 1,82 en 54 manches et un tiers lancées. Le 18 août 1995 face aux Braves d'Atlanta, il devient le 7e lanceur de l'histoire à compiler 300 sauvetages. Il protège 36 victoires des Cardinals, honore sa deuxième et dernière sélection au match d'étoiles de mi-saison, et termine 22e du scrutin désignant le joueur par excellence de la Ligue nationale, récoltant quelques votes. Il reçoit aussi le prix du releveur de l'année dans la Ligue nationale, une première en carrière malgré ses succès précédents.
Encore au sommet de son art, le vétéran de 37 ans choisit de se consacrer à sa famille et, à la surprise de plusieurs, prend sa retraite sportive au terme de la saison 1995.	

### Palmarès
Tom Henke a disputé 642 matchs dans le baseball majeur, toujours comme releveur. Le droitier a réussi 311 sauvetages, le 7e plus haut total de l'histoire au moment de la retraite (et le 22e meilleur après la saison 2015). Sa moyenne de points mérités en carrière s'élève à seulement 2,67 en 789 manches et deux tiers lancées, il a remporté 41 victoires contre 42 défaites et réussi 861 retraits sur des prises. Lanceur accordant peu de buts-sur-balles, il termine sa carrière avec en moyenne 9,8 retraits sur des prises par 9 manches lancées et un ratio de 3,38 retraits sur des prises par but-sur-balles alloué à l'adversaire.
Il participe aux séries éliminatoires avec Toronto en 1985, 1989, 1991 et 1992. En 15 matchs et 19 manches et deux tiers lancées, sa moyenne de points mérités se chiffre à 1,85. Il a réussi 5 sauvetages et remporté deux victoires contre aucune défaite.

### Honneurs
En 2011, Tom Henke est intronisé au Temple de la renommée du baseball canadien.
Qualifié en 2004 dans le Wall Street Journal de « grand releveur oublié de notre époque », Tom Henke ne reçoit guère de considération lors de l'examen de sa candidature au Temple de la renommée du baseball. Malgré sa brillante feuille de route, il est victime d'un oubli qui affecte souvent les lanceurs de relève en de semblables circonstances, et, avec seulement 6 voix pour 1,2 % des votes exprimés au scrutin annuel pour le Temple de la renommée, il est retiré des futurs bulletins de vote en 2001 après une seule année d'éligibilité.

## Vie personnelle
Tom Henke grandit à Taos, une petite ville de 700 habitants à l'époque. En début de carrière, il est particulièrement inconfortable dans les grandes villes et admet avoir pris deux ou trois ans avant d'oser visiter New York, hormis sa chambre d'hôtel et le Yankee Stadium où jouaient les Blue Jays lors de visites aux Yankees. Lors des années où il joue pour Toronto, il évite la grande ville et habite en banlieue à Oakville, qu'il trouve également trop grande. Après sa carrière, il retourne s'installer à Taos avec sa famille.
Henke et son épouse Kathy Swoboda ont quatre enfants : Linsey, Ryan, Kim et Amanda. Le couple s'est rencontré dans un McDonald's, où travaillait Kathy, avant de faire plus ample connaissance après avoir découvert qu'ils avaient un cours en commun au collège East Central, à Union. Leur fille Amanda est atteinte de trisomie 21 et le couple a levé d'importantes sommes d'argent pour des œuvres de charité au profit des personnes trisomiques.